# Кошарка
Коша́рка — село в Україні, у Захарівській селищній громаді Роздільнянського району Одеської області. Населення становить 136 осіб.
До 17 липня 2020 року було підпорядковане Захарівському району, який був ліквідований.

## Населення
Згідно з переписом 1989 року населення села становило 120 осіб, з яких 52 чоловіки та 68 жінок.
За переписом населення 2001 року в селі мешкало 136 осіб.

### Мова

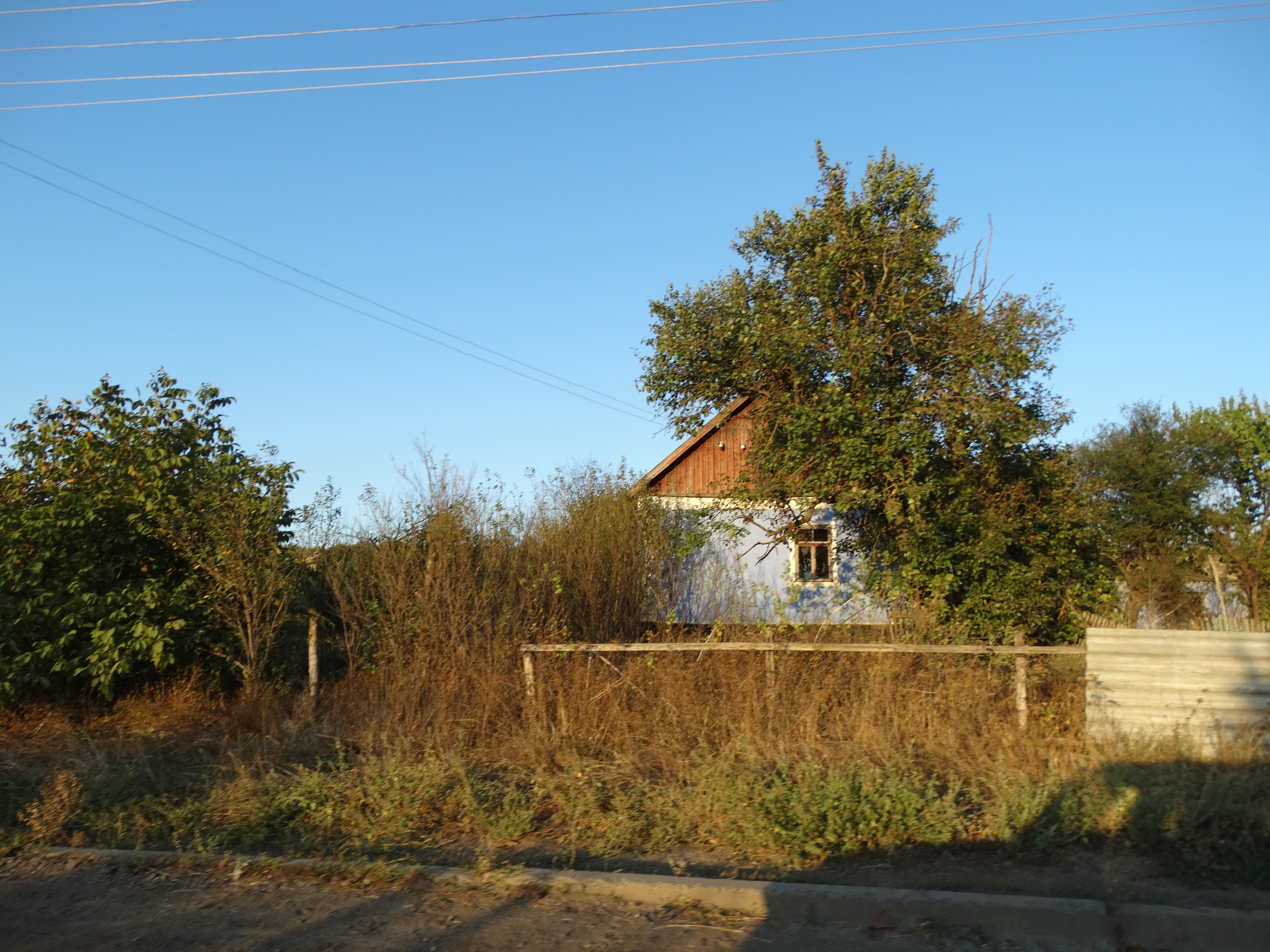
Вулиця села

Розподіл населення за рідною мовою за даними перепису 2001 року:
| Мова       | Відсоток |
| ---------- | -------- |
| українська | 94,12 %  |
| молдовська | 5,15 %   |
| вірменська | 0,74 %   |